# Herbert Assmann

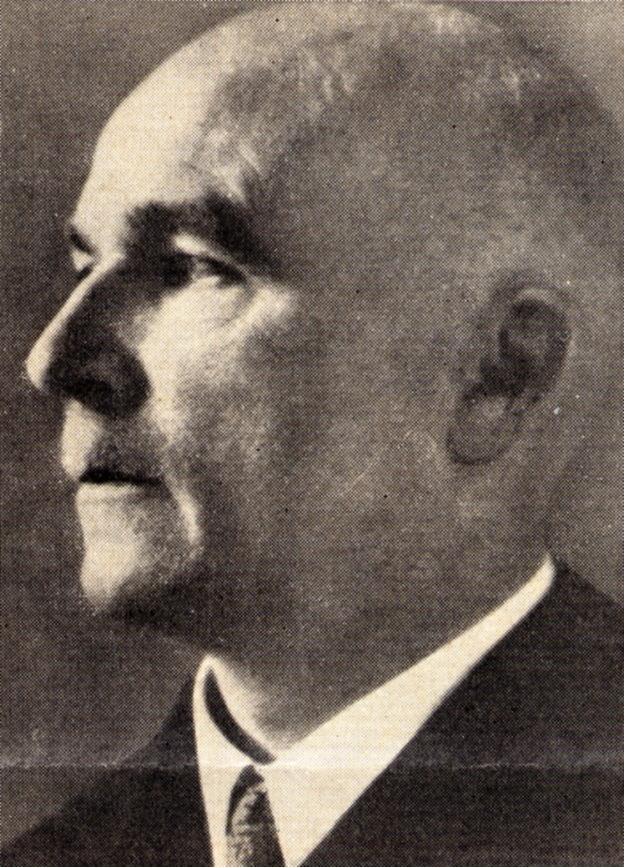
Herbert Assmann

Herbert Assmann (* 25. November 1882 in Danzig; † 27. Februar 1950 in Oldenburg (Oldenburg)) war ein deutscher Internist und Hochschullehrer.

## Leben
Herbert Assmanns Eltern wurde geboren als Sohn des Amtsgerichtsrats Edwin Assmann (1834–1890) und dessen Frau Anna Emma Laura Assmann, geborene Steimmig (1859–1934). Er studierte Medizin an den Universitäten Freiburg, München und Königsberg. In Königsberg wurde er 1905 bei Richard Pfeiffer zum Dr. med. promoviert. Im gleichen Jahr ging zur Ausbildung in pathologischer Anatomie an die Universität Genf zu Max Askanazy. Das anschließende Assistentenjahr bei Ludwig Lichtheim in Königsberg vermittelte ihm die Grundlagen der Inneren Medizin, bis er mit Lichtheims Oberarzt Walter Rindfleisch an die Städtischen Krankenanstalten Dortmund wechselte. Er habilitierte sich 1913 an der Universität Leipzig für Innere Medizin.
Noch im selben Jahr stellte die Universität ihn als Privatdozent der Inneren Medizin ein. 1919 zum nichtplanmäßigen außerordentlichen Professor befördert, ernannte man ihn zwei Jahre darauf zum planmäßigen außerordentlichen Professor für Heilmethodik. 1921 machte er auf sich aufmerksam, als er ein Lehrbuch der Röntgendiagnostik der inneren Erkrankungen bei F. C. W. Vogel herausgab, das in sechs Auflagen bis 1949/50 erschien. Sein Hauptaugenmerk richtete er dabei auf das „Frühinfiltrat der Tuberculose“. Ab 1927 hielt er infolge seiner guten pathologischen Ausbildung bei Askanazy das Amt des ordentlichen Professors für spezielle Pathologie und Therapie inne. Seitdem leitete er auch die Leipziger Poliklinik. 1931 wechselte er als ordentlicher Professor der Inneren Medizin an die Königsberger Universität. Dort wurde ihm auch die Leitung der 1928 neu errichteten Medizinischen Universitätsklinik übertragen. Sehr beliebt bei den Studenten war sein Neurologisches Donnerstagskolleg. 1932 wurde Assmann zum Mitglied der Gelehrtenakademie Leopoldina gewählt.
1933 änderte sich das bis dahin gute kollegiale Verhältnis schlagartig: Sämtliche jüdische Mitarbeiter wurden gemäß dem Gesetz zur Wiederherstellung des Berufsbeamtentums (7. April 1933), gleichgültig ob Beamter oder Angestellter, noch im ersten Halbjahr 1933 fristlos entlassen. Als im Zusammenhang mit den nationalsozialistischen Bücherverbrennungen vor Studenten ein Vortrag über den schädlichen Einfluss jüdischer Literatur auf das Universitätsleben gehalten wurde, bewies Assmann Courage, als er bei der Verunglimpfung Paul Ehrlichs „als einziger demonstrativ in der ersten Reihe aufstand und hinausging“.
1945 verließ Assmann Königsberg, nachdem die Universität aufgelöst wurde. Er arbeitete ab diesem Jahr als Leiter der inneren Abteilung des Evangelischen Krankenhauses Oldenburg. Dort starb er 1950 im Alter von 67 Jahren.
Besonders befasste er sich mit der Röntgendiagnostik innerer Organe. Er leistete wichtige Entdeckungen der Pathogenese der Tuberkulose.
In Königsberg hatte er sich am 14. August 1909 mit der 1888 geborenen Chemikertochter Eleonore Steimmig verheiratet. Der Ehe entstammen drei Söhne und zwei Töchter, darunter der spätere Staatsanwalt und Bankjurist Wolfgang Assmann (Vater von Wolfgang Reimer Assmann).

## Veröffentlichungen (Auswahl)
- Versuche über den Wert des Aethylalkohols, insbesondere des alkalischen Alkohols als eines Desinfektionsmittels bei bakteriologischen Sektionen. Kümmel, Königsberg 1905 (Dissertation, Universität Königsberg, 1905).
- Erfahrungen über die Röntgenuntersuchung der Lungen unter besonderer Berücksichtigung anatomischer Controllen. Mit einem Vorwort von Adolf von Strümpell. Fischer, Jena 1914 (Habilitationsschrift, Universität Leipzig, 1913).
- Die Röntgendiagnostik der inneren Erkrankungen. Vogel, Leipzig 1921; ab 2. Auflage 1922 in zwei Bänden als Die klinische Röntgendiagnostik der inneren Erkrankungen; 6. Auflage. Springer, Berlin 1949/50.
- mit anderen: Lehrbuch der inneren Medizin. 2 Bände. Springer, Berlin 1931; 6. und 7. Auflage 1949.